# Kjell Roos
Kjell Roos, folkbokförd Kjell Einar Ros, född 11 mars 1956 i Arbrå församling, Gävleborgs län, är en svensk sångare, gitarrist och låtskrivare.

## Biografi
Roos ledde det svenska dansbandet "Kjell Roos band", mera kända som Roosarna. Tidigare kunde han höras i sångduetter med Danielsson, bland annat i låtarna I juletid (Save Your Love), Kvällens sista dans och Har du glömt?. 1994 tilldelades Kikki Danielsson & Roosarna en Grammis för "årets dansband", med albumet  Vet du vad jag vet.
Den 15 maj 1999 försökte han tillsammans med "Smajl" att gå in på Svensktoppen med låten "I dina armar", men misslyckades.

### Familj
Kjell Roos har två barn tillsammans med den svenska sångerskan Kikki Danielsson som han var gift med 1984–1999. 

### Fotnoter
1. 1 2  Sveriges befolkning 1990, CD-ROM, Version 1.00, Riksarkivet (2011).
2. ↑  Michael Nystås (23 januari 2001). ”Bert är årets Grammisvinnare” (på svenska). Aftonbladet. https://www.aftonbladet.se/nyheter/a/Xw6B0g/bert-ar-arets-grammisvinnare. Läst 24 september 2019.
3. ↑  ”Svensktoppen”. Sveriges Radio. 15 maj 1999. http://sverigesradio.se/p4/svetop/1999/990515sv.htm. Läst 8 november 2010.
4. ↑  ”Svensktoppen”. Sveriges Radio. 22 maj 1999. http://sverigesradio.se/p4/svetop/1999/990522sv.htm. Läst 8 november 2010.